# Ross' gans
Ross' gans (Anser rossii) is een gans uit de familie Anatidae.

## Kenmerken
Ross' gans is een witte gans met zwarte vleugeltoppen en rode snavel en poten. Ze zijn 53 tot 66 centimeter groot en wegen tussen 1,2 en 1,6 kilo. De vrouwtjes zijn iets lichter dan de mannetjes. Hij lijkt erg op de sneeuwgans, maar is circa 40% kleiner. Zijn snavel is eveneens iets kleiner.

## Verspreiding en leefgebied
Ross' gans broedt alleen in Noord-Canada op de toendra, en overwintert tot in het zuiden van de Verenigde Staten en het noorden van Mexico. Af en toe wordt Ross' gans gezien in West-Europa, vaak toegeschreven aan ontsnapte tamme exemplaren. In Nederland zijn tussen 1985 en 2021 zeven bevestigde waarnemingen gedaan. In 2023 werd in Stalhille (België) een koppel Ross' ganzen gespot. Op basis van de ring aan de poot van een van de dieren, bleek dat de vogel geringd werd in Canada. Het dier werd eerder dat jaar in Noorwegen, Denemarken en Nederland waargenomen en vormt de eerste vaststaande waarneming van een wilde Ross' gans in Europa.

## Status
De grootte van de populatie is in 2020 geschat op 2,1 miljoen volwassen vogels. Op de Rode lijst van de IUCN heeft deze soort de status niet bedreigd.

## Etymologie
Ross' gans is vernoemd naar de Britse marineofficier en poolreiziger Sir James Clark Ross.